# Tiny Core Linux
Tiny Core Linux是一个基于Linux内核，采用BusyBox、FLTK和其它小型软件构筑的带图形用户界面的微型Linux操作系统。由于体积很小，大约10MB，故采用整体装载入RAM的方式运行，速度很快。由于精简程度很高，故在默认状态下，其桌面环境和硬件支持并不完全，不过，用户有充分的定制自由，通过加装软件、驱动模块扩展其应用。采用纯命令行用户界面的官方分支叫Micro Core。

## 種類
“Tiny Core” （16 MB）為默認版本，推薦擁有網路連接的新用戶使用。它包含基本的“Core”系統和動態 FLTK/FLWM 圖形用戶介面。
“Core”（11 MB），也稱爲“Micro Core Linux”，是“Tiny Core”的小型變種，無圖形介面，但擁有額外擴展，能夠創建一個帶有圖形介面的系統。
“dCore”（12 MB）由基於Debian或 Ubuntu的相容檔案構建而成，使用輸入和SCE封裝格式（一種自Tiny Core 5.0版本後使用的獨立的包格式）。
“CorePure64”是“Core”用於x86_64架構的版本。
“Core Plus”（106 MB) 是一個安裝映像，包含擁有附加功能（如無線支持及非美式鍵盤支持）的“Tiny Core”。
“piCore” 是“Core”的樹莓派移植版。

## 设计理念
Tiny Core Linux是一个超小型的便携式Linux操作系统，可从CDROM、U盘或硬盘中启动，全部或主要部件运行于RAM中。用户加装的软件有三种模式：
- 云模式：启动Tiny Core Linux并连接到互联网后，用户可以通过称为appbrowser的软件包管理器从在线软件源下载需要的软件。下载的软件仅存于当前会话中，并只待在RAM中。
- TCE/Install模式：下载软件并安装在外部存储器上，在RAM里创建相关的符号链接。
- TCE/CopyFS模式：像多数典型的Linux操作系统一样，将软件安装于标准Linux目录下。

## 系统需求
- 最低配置：Tiny Core运行需要至少46 MB内存（RAM），Core需要至少28 MB的内存。CPU最低要求是一个i486DX。[3]
- 推荐配置：奔腾II CPU，64 MB内存（对于Tiny Core）。

## 版本历史
| 版本号 | 稳定性   | 发布日期       |
| ------ | -------- | -------------- |
| 1.0    | 稳定版本 | 2009年1月5日   |
| 2.0    | 稳定版本 | 2009年6月7日   |
| 3.0    | 稳定版本 | 2010年7月19日  |
| 4.0    | 稳定版本 | 2011年9月25日  |
| 4.7.7  | 稳定版本 | 2013年5月10日  |
| 5.0    | 稳定版本 | 2013年9月14日  |
| 5.0.1  | 稳定版本 | 2013年10月1日  |
| 5.0.2  | 稳定版本 | 2013年10月18日 |
| 5.1    | 稳定版本 | 2013年11月28日 |
| 5.2    | 稳定版本 | 2014年1月14日  |
| 5.3    | 稳定版本 | 2014年4月19日  |
| 5.4    | 稳定版本 | 2014年9月10日  |
| 6.0    | 稳定版本 | 2015年1月5日   |
| 6.1    | 稳定版本 | 2015年3月7日   |
| 6.2    | 稳定版本 | 2015年5月3日   |
| 6.3    | 稳定版本 | 2015年5月30日  |
| 6.4    | 稳定版本 | 2015年9月8日   |
| 6.4.1  | 稳定版本 | 2015年11月4日  |
| 7.0    | 稳定版本 | 2016年2月23日  |
| 7.1    | 稳定版本 | 2016年5月22日  |
| 7.2    | 稳定版本 | 2016年7月4日   |
| 8.0    | 稳定版本 | 2017年4月10日  |
| 8.1    | 稳定版本 | 2017年9月6日   |
| 9.0    | 稳定版本 | 2018年6月29日  |
| 10.0   | 稳定版本 | 2019年4月2日   |
| 10.1   | 稳定版本 | 2019年6月11日  |

## 引用
1. ↑  . 2024年2月22日  [2024年2月22日].
2. ↑  Robert Shingledecker. .   [2012-06-06]. （原始内容存档于2013-01-15）.
3. ↑  Robert Shingledecker. .   [September 13, 2012]. （原始内容存档于2016-05-04）.
4. 1 2 3 4 5 6 7 8 9 10 11 12 13 14 15 16 17 18 19 20 21 22 23 24 25 26  Final Releases （页面存档备份，存于） – Release Announcements and Change log from Tiny Core Linux Forum